# Mate Wazadse
Mate Wazadse (georgisch მათე ვაწაძე, engl. Transkription: Mate Vatsadze; * 17. Dezember 1988 in Tiflis) ist ein georgischer Fußballspieler, der zurzeit beim georgischen Erstligisten FC Gagra aktiv ist. Er wird meist in Sturm aufgeboten und gehörte von 2009 bis 2016 zum Kader der georgischen Nationalmannschaft.

## Karriere

### Vereinskarriere
Seine erste Profi-Station war Dinamo Tiflis. Während seiner Zeit dort konnte er mit dem Verein in der Saison 2007/08 den georgischen Meistertitel erringen, im Jahr darauf gewann das Team den nationalen Pokal (David-Kipani-Cup). Nach über fünf Jahren beim georgischen Erstligisten, in denen er in 96 Ligaspielen 42 Tore erzielen konnte, wechselte Wazadse 2011 für eine Saison zum russischen Erstligaaufsteiger Wolga Nischni Nowgorod. Die Mannschaft belegte am Saisonende den 12. Tabellenplatz und musste in die Play-offs um den Klassenerhalt.
Über den FC Dila Gori, mit dem er georgischer Pokalsieger wurde, ging es dann weiter zum dänischen Erstligisten Aarhus GF, bei dem Wazadse vier Spielzeiten unter Vertrag stand. Nachdem die Mannschaft 2014 in die zweite dänische Liga abgestiegen war, erfolgte im darauffolgenden Jahr der direkte Wiederaufstieg, in dieser Saison wurde Mazadse Torschützenkönig der zweiten dänischen Liga. Ab 2016 lief Wazadse für Viborg FF auf, in seiner ersten Saison dort stieg der Verein aus der dänischen Superliga ab, in der darauffolgenden Zweitligasaison spielte Wazadse kaum eine Rolle, woraufhin er zurück in die dänische Superliga, zu Silkeborg IF wechselte. Mit diesem Verein stieg er erneut ab. 
Nach sporadischen Einsätzen bei Dinamo Tiflis und dem FK Liepaja wechselte Wazadse nach Usbekistan. Dort spielte er bei den Erstligisten Qizilqum Zarafshon und AGMK Olmaliq.
Mittlerweile ist Wazadse in seine georgische Heimat zurückgekehrt, dort unterlag er 2023 mit Dinamo Batumi im Pokalfinale Saburtalo Tiflis und verpasste damit den dritten georgischen Pokalsieg in seinem Leben knapp. Derzeit steht er beim FC Gagri Tiflis unter Vertrag.

### Nationalmannschaft
Nach der Meistersaison 2007/2008 mit Dinamo Tiflis rückte Wazadse in die georgische Nationalmannschaft. Neben vier Spielen in der U-21 lief Wazadse 15 mal für die A-Nationalmannschaft Georgiens auf. Dabei erzielte er jeweils ein Tor in Freundschaftsspielen gegen Albanien (2013) und die Ukraine (2015). Dazu kommen zwei Pflichtspieltore, beide 2015 gegen Gibraltar, am 9. Spieltag der Qualifikation für die Europameisterschaft 2016. Wazadse kann auch ein Spiel gegen die deutsche Nationalmannschaft vorweisen, am 12. Oktober 2015 wurde er unmittelbar nach der Halbzeitpause beim Stand von 0:0 eingewechselt. Deutschland gewann das Spiel in Leipzig, das Teil der Europameisterschaftsqualifikation war, mit 2:1. Georgien konnte sich nicht für die Europameisterschaft 2016 qualifizieren.
Seinen letzten Einsatz in der georgischen Nationalmannschaft hatte Wazadse am 29. März 2016 in einem Freundschaftsspiel gegen Kasachstan. Seither gehört er nicht mehr zum Kader des Nationalteams.

## Erfolge
Verein:
- Georgischer Meister mit Dinamo Tiflis: 2008
- Georgischer Pokalsieger mit Dinamo Tiflis: 2009
- Georgischer Pokalsieger mit dem FC Dila Gori: 2012
- Aufstieg in die Superliga mit Aarhus GF: 2015

Auszeichnungen:
- Torschützenkönig 1. Division: 2014/15